# Diamond Beach
Diamond Beach és una concentració de població designada pel cens dels Estats Units a l'estat de Nova Jersey. Segons el cens del 2000 tenia 218 habitants.

## Demografia
Segons el cens del 2000, Diamond Beach tenia 218 habitants, 103 habitatges, i 73 famílies. La densitat de població era de 526,1 habitants/km².
Dels 103 habitatges en un 16,5% hi vivien nens de menys de 18 anys, en un 60,2% hi vivien parelles casades, en un 7,8% dones solteres, i en un 29,1% no eren unitats familiars. En el 24,3% dels habitatges hi vivien persones soles el 10,7% de les quals corresponia a persones de 65 anys o més que vivien soles. El nombre mitjà de persones vivint en cada habitatge era de 2,12 i el nombre mitjà de persones que vivien en cada família era de 2,47.
Per edats la població es repartia de la següent manera: un 12,4% tenia menys de 18 anys, un 5% entre 18 i 24, un 17,4% entre 25 i 44, un 39,4% de 45 a 60 i un 25,7% 65 anys o més.
L'edat mediana era de 52 anys. Per cada 100 dones de 18 o més anys hi havia 91 homes.
La renda mediana per habitatge era de 83.787 $ i la renda mediana per família de 83.735 $. Els homes tenien una renda mediana de 100.000 $ mentre que les dones 1.000.000 $. La renda per capita de la població era de 54.883 $. Cap de les famílies estaven per davall del llindar de pobresa.

## Poblacions més properes
El següent diagrama mostra les poblacions més properes.